# بحيرة غالواي
تقع بحيرة غالواي غرب قرية غالواي ، نيويورك ، في بلدة غالواي في مقاطعة ساراتوجا ، نيويورك ، الولايات المتحدة.
تم بناء البحيرة لأول مرة في عام 1855 لتكون بمثابة خزان لمدينة أمستردام المجاورة، وكانت مملوكة لشركة أمستردام ووتر ووركس. تم توسيع بحيرة غالواي من خلال إنشاء سد بحيرة غالواي في شمال تشوكتانوندا كريك في مقاطعة ساراتوجا بنيويورك، والتي كانت تستخدم في السابق لتشغيل العديد من المطاحن والصناعات على طول الجدول،  وتستخدم الآن لأغراض الترفيه فقط. تم الانتهاء من بناء سد بحيرة غالواي الحالي في عام 1982 ، بعد أن اشترته جمعية العربة من شركة أمستردام لأعمال المياه مقابل دولار واحد. تبلغ مساحتها 564 أكر (228 ها) . وهي ملكية خاصة بجمعية رابطة معسكر بحيرة غالواي .
عند المستويات المنخفضة، تبلغ 550 أكر (220 ها) ؛ كما أنها تسمح حاليًا فقط بالمراكب التي تعمل بالكهرباء أو الشراعية.
تقع البحيرة في إحداثيات خطوط الطول والعرض (المعروفة أيضًا باسم إحداثيات خطوط الطول أو إحداثيات جي بي اس ) في N 43.02619 و W -74.08291. تظهر بحيرة غالواي في وسط الخريطة الطبوغرافية (توبو) ، و التي تم الحصول عليها من خريطة المسح الجغرافي للولايات المتحدة رباعي يو اس جي اس غالواي .

## روابط خارجية
- Mapquest: Galway Lake Location
- Galway Lake Association نسخة محفوظة 25 فبراير 2021 على موقع واي باك مشين.